# Murray County (Georgia)
Murray County is een county in de Amerikaanse staat Georgia.
De county heeft een landoppervlakte van 892 km² en telt 36.506 inwoners (volkstelling 2000). De hoofdplaats is Chatsworth.

## Bevolkingsontwikkeling

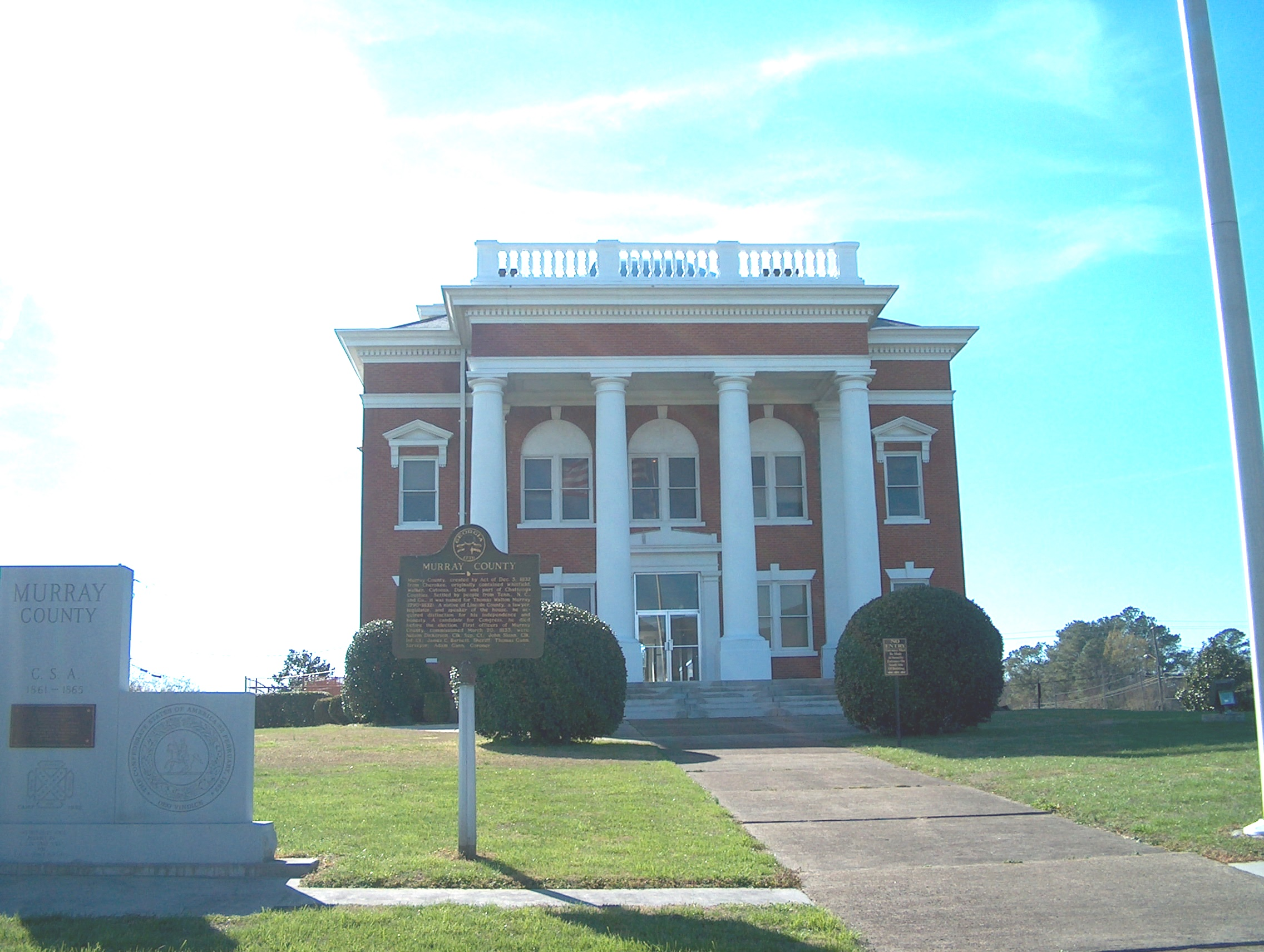
Murray County Courthouse